# Saint-Nom-la-Bretèche

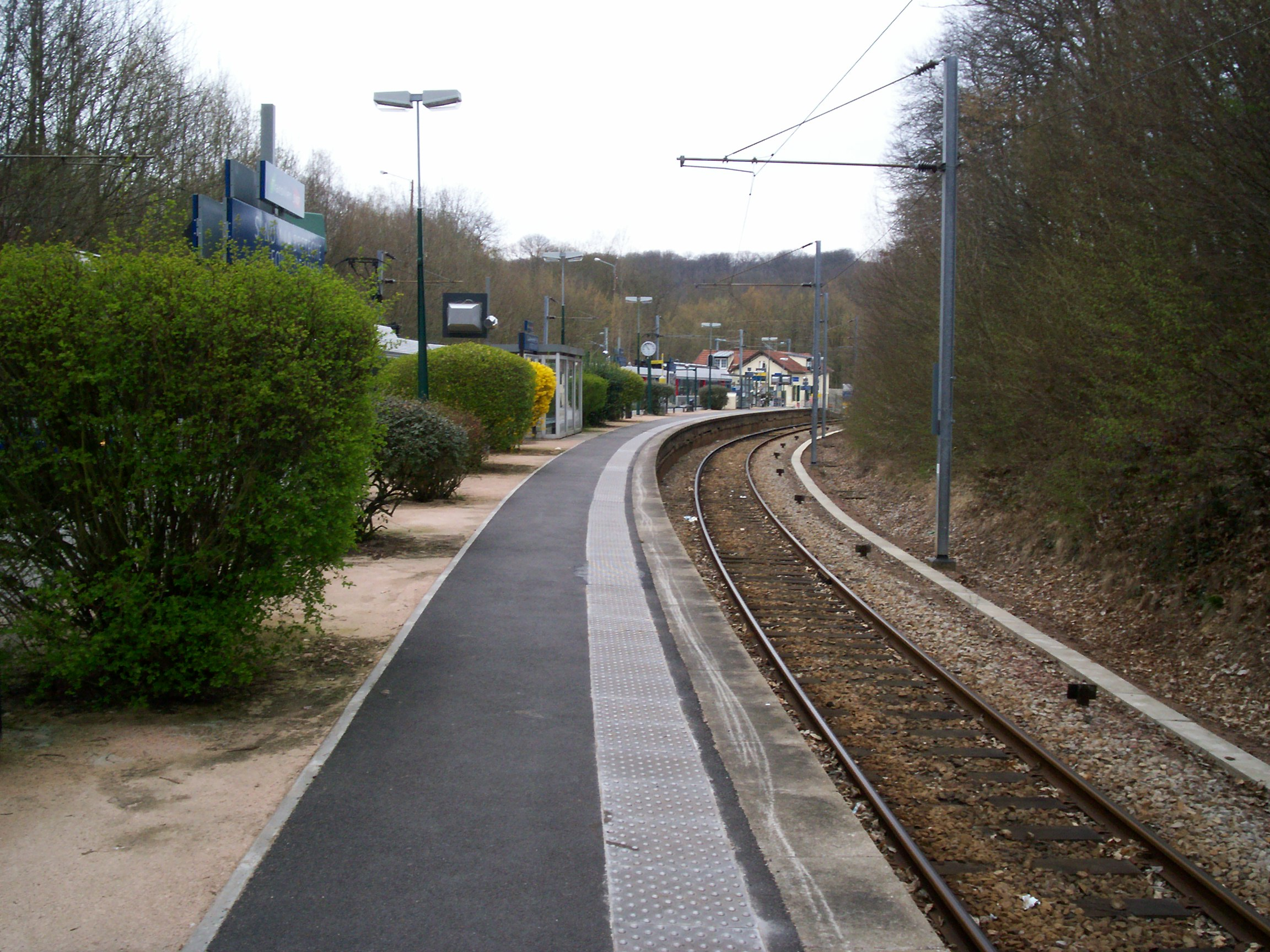
Stazione.

Saint-Nom-la-Bretèche è un comune francese di 5 386 abitanti situato nel dipartimento degli Yvelines nella regione dell'Île-de-France.

## Società

### Evoluzione demografica
Abitanti censiti